# Raklowce
Raklowce (biał. Раклёўцы, Rakloucy; ros. Реклёвцы, Rieklowcy) – wieś na Białorusi, w obwodzie grodzieńskim, w rejonie lidzkim, w sielsowiecie Tarnowszczyzna.
W pobliżu znajduje się przystanek kolejowy Raklowce, położony na linii kolejowej Lida – Mosty.

## Historia
W XIX i w początkach XX w. położone były w Rosji, w guberni wileńskiej, w powiecie lidzkim, w gminie Tarnowszczyzna.
W dwudziestoleciu międzywojennym leżały w Polsce, w województwie nowogródzkim, w powiecie lidzkim, w gminie Tarnowo/Białohruda. W 1921 miejscowość liczyła 193 mieszkańców, zamieszkałych w 31 budynkach, w tym 180 Polaków i 13 osób innej narodowości. 139 mieszkańców było wyznania rzymskokatolickiego i 54 prawosławnego.
Po II wojnie światowej w granicach Związku Sowieckiego. Od 1991 w niepodległej Białorusi.